# エンジェルチャイムが鳴る夜に
『吉川晃司 CD BOOK 「エンジェルチャイムが鳴る夜に」』（エンジェルチャイムがなるよるに）は吉川晃司による恋愛メール小説。2005年12月21日にぴあから出版された。

## 内容
吉川初の小説書籍。主人公と恋人とやり取りを電子メール形式で表現されており、小説と共にハービー山口による撮り下ろし写真が掲載。またファンクラブ会員限定で、希望者には本と特製エンジェルチャイム（スウェーデン発祥、クリスマスやお祝いの時に飾る伝統的なキャンドル・スタンド）がセットで購入出来た。

## CD 『エンジェルチャイムが鳴る夜に』
3曲の新曲を収録したCD『エンジェルチャイムが鳴る夜に』が封入されている。
書籍には歌詞と共に吉川直筆のアートワークが記載されている。このCDは2014年に発売された『Complete Album Box』ボーナス・ディスク「DISC22 エンジェルチャイムの鳴る夜に」として収録。
収録はCDのみで書籍部分は収録されていないが、一部のアートワーク・歌詞は、歌詞カードに掲載されている。

### 収録曲
1. My Foolish Heart
  - 作詞：NED WASHINGTON、訳詞：楠誓二、作曲：VICTOR YOUNG
  - 1949年に公開された映画『愚かなり我が心』の主題歌で、ジャズ・スタンダードナンバーである「愚かなり我が心」のカバー。
2. キャンドルの夜
  - 作詞・作曲：吉川晃司
3. エンジェルチャイムが鳴る夜に
  - 作詞・作曲：吉川晃司

### レコーディング参加
- 吉川晃司 - ボーカル、コーラス、プログラミング
- 村上 “ポンタ” 秀一 - ドラムス
- 井上富雄 - ベース
- 富樫春生 - ピアノ

### メディアでの使用
| # | 曲名                 | タイアップ                       | 出典 |
| - | -------------------- | -------------------------------- | ---- |
| 1 | 「MY FOOLISH HEART」 | 映画『大停電の夜に』テーマソング |      |